# Stadsprijs Geraardsbergen 1994
De 63e editie van de Belgische wielerwedstrijd Stadsprijs Geraardsbergen werd verreden op 31 augustus 1994. De start en finish vonden plaats in Geraardsbergen. De winnaar was Serge Baguet, gevolgd door Danny Nelissen en Wim Omloop.

## Uitslag
| Stadsprijs Geraardsbergen 1994 |                |                   |      |
| Plaats                         | Naam           | Ploeg             | Tijd |
| Winnaar                        | Serge Baguet   | Lotto-Vetta-Caloi |      |
| 2                              | Danny Nelissen | TVM-Bison Kit     |      |
| 3                              | Wim Omloop     | Lotto-Vetta-Caloi |      |

1912 · 1913 · 1914–1926 · 1927 · 1928–1932 · 1933 · 1934 · 1935 · 1936 · 1937 · 1938 · 1939 · 1940 · 1941 · 1942 · 1943 · 1944 · 1945 · 1946 · 1947 · 1948 · 1949 · 1950 · 1951 · 1952 · 1953 · 1954 · 1955 · 1956 · 1957 · 1958 · 1959 · 1960 · 1961 · 1962 · 1963 · 1964 · 1965 · 1966 · 1967 · 1968 · 1969 · 1970 · 1971 · 1972 · 1973 · 1974 · 1975 · 1976 · 1977 · 1978 · 1979 · 1980 · 1981 · 1982 · 1983 · 1984 · 1985 · 1986 · 1987 · 1988 · 1989 · 1990 · 1991 · 1992 · 1993 · 1994 · 1995 · 1996 · 1997 · 1998 · 1999 · 2000 · 2001 · 2002 · 2003 · 2004 · 2005 · 2006 · 2007 · 2008 · 2009 · 2010 · 2011 · 2012 · 2013 · 2014 · 2015 · 2016 · 2017 · 2018 · 2019 · 2020 · 2021 · 2022